# Heliofungia actiniformis
Espèce
Statut CITES
Heliofungia actiniformis est une espèce de coraux appartenant à la famille des Fungiidae.

## Description et caractéristiques

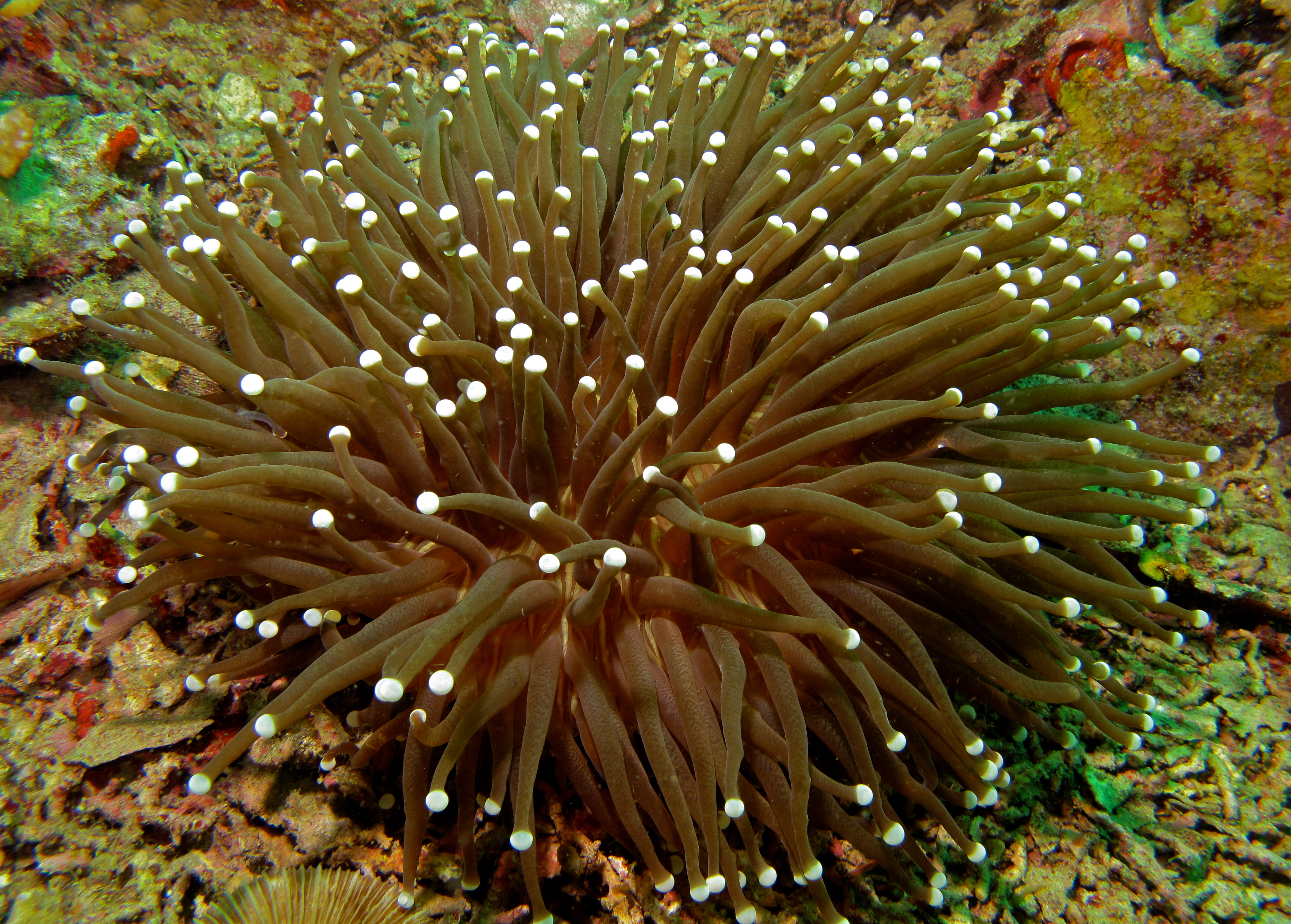
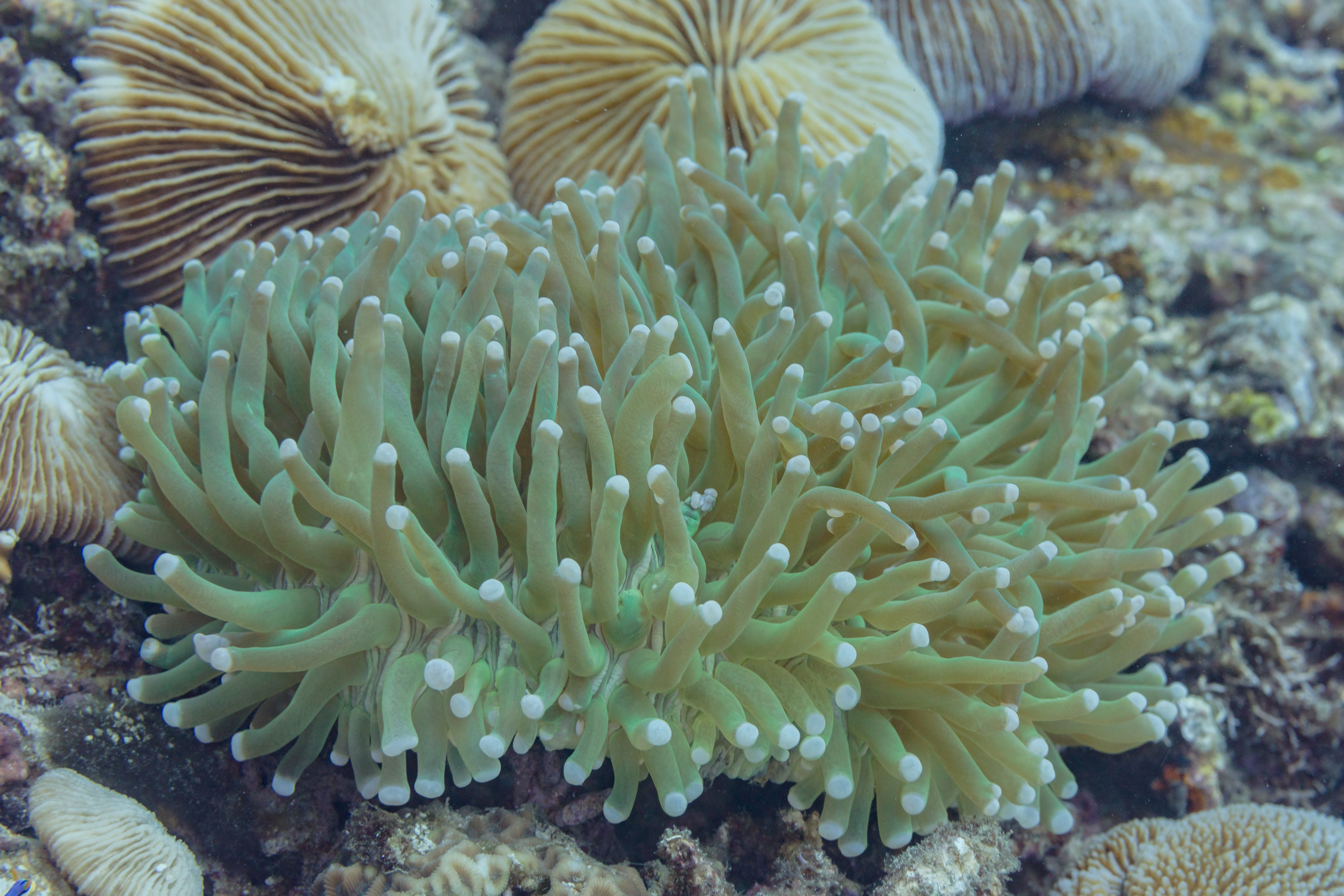
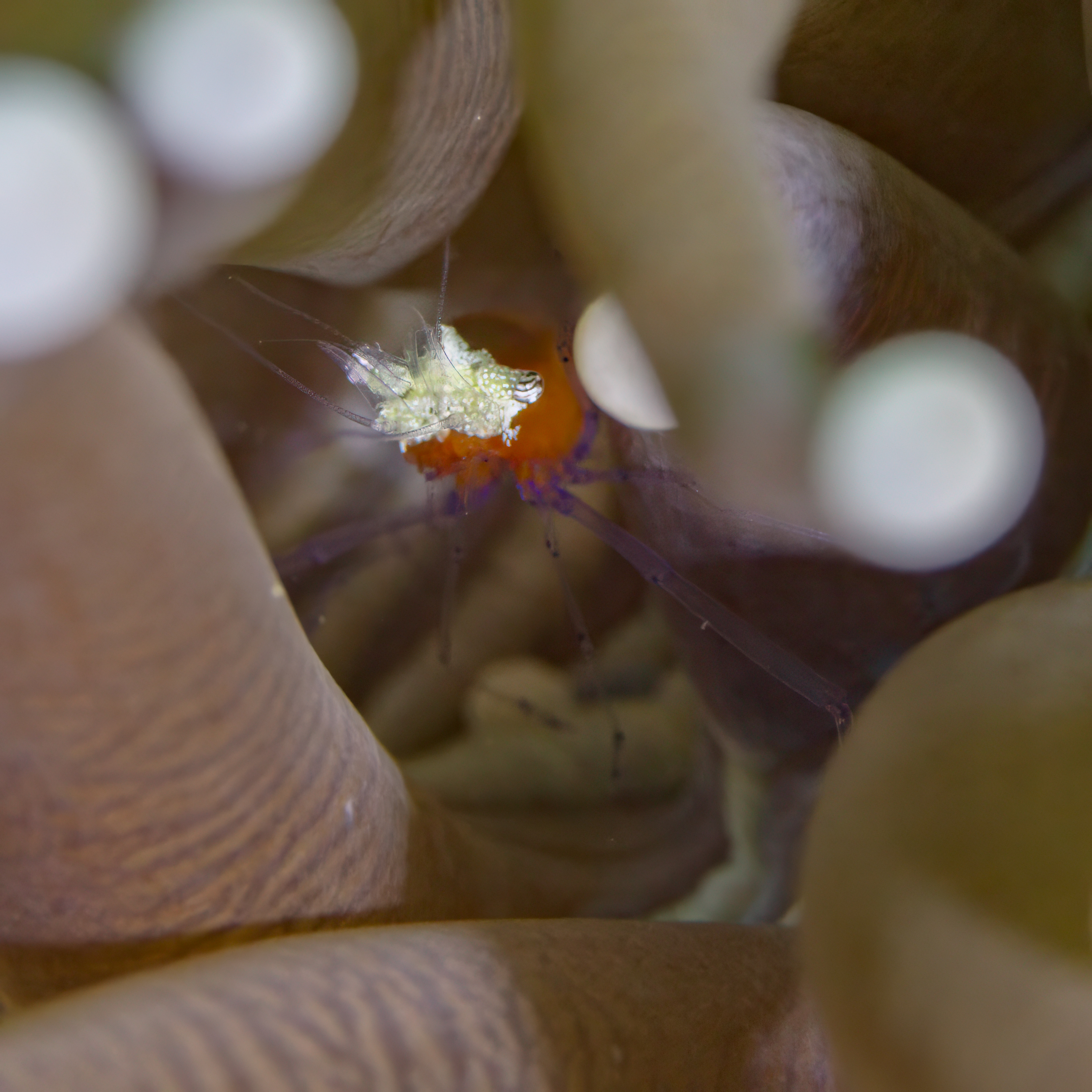
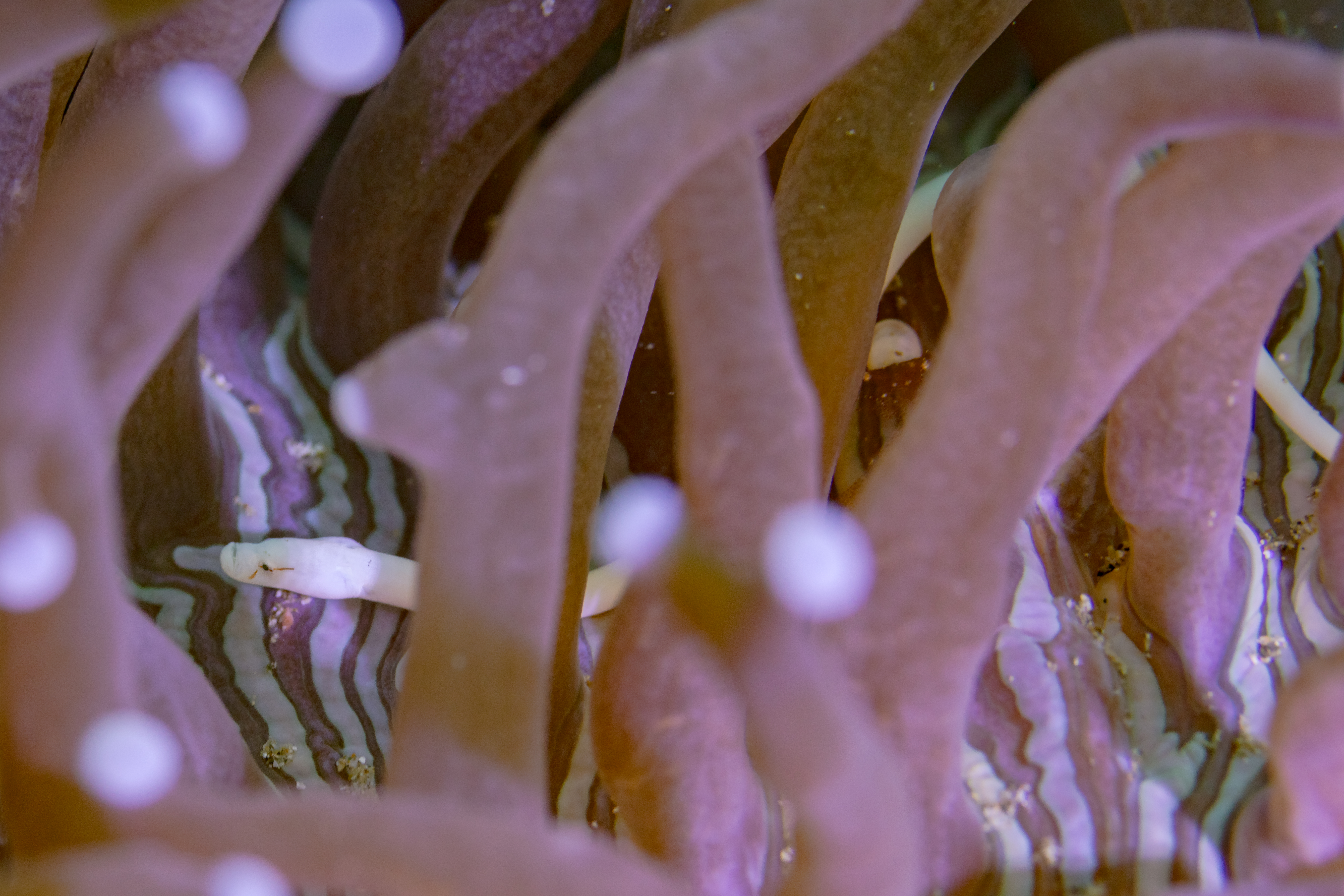